# 500 Miles
"500 Miles" (các tên khác: "500 Miles Away from Home", "Railroaders' Lament") là một bài dân ca trở thành phổ biến ở Hoa Kỳ và Châu Âu trong cuộc phục hưng dân ca Mỹ những năm 1960. Phần điệp khúc của lời bài hát là lời than thở của một kẻ lãng du xa nhà, hết tiền và xấu hổ không dám trở về. Người ta thường cho rằng tác giả của bài hát này là Hedy West, song cũng có ý kiến cho rằng các đồng tác giả là Bobby Bare, Curly Williams, và/hoặc John Phillips. Người ta cho rằng West đã học được một phiên bản của bài hát khi còn bé từ bà nội là Lillie Mulkey West. "500 Miles" được cho là có quan hệ với một bài dân ca cũ, 900 Miles, mà đến lượt bài này lại có nguồn gốc là một giai điệu buồn ở miền Nam nước Mỹ có tên là "Reuben's Train."
"500 Miles" là "bài hát được soạn thành hợp tuyển nhất" của West. Bài hát được trình diễn lần đầu là vào năm 1961 với cái tên the Journeymen. Sau đó, nó được ca sĩ nhạc đồng quê Mỹ là Bobby Bare thể hiện và phát hành đĩa đơn vào năm 1963, và đã thành một đĩa đơn có tiếng. Nó cũng được thể hiện và thu đĩa bởi Peter, Paul & Mary, The Kingston Trio, Sonny & Cher, The Hooters, Reba McEntire, The Seldom Scene, The Spies of Life và nhiều ca sĩ, ban nhạc khác.

## Phiên bản các thứ tiếng khác
Ca sỹ Anjan Dutt hát một phiên bản tiếng Bengal có tên "Mr. Hall" trong album của mình năm Keu Gaan Gaye 1997.
Năm 2017, Một phiên bản tiếng Trung của bài hát mang tên "别送我"(Đừng tiễn tôi) được phát hành với tư cách nhạc phim trong bộ phim 乘风破浪, được thể hiện bởi Chen Hongyu, Su Zixu, Liu Hao Lin, and Han Luo.
Phiên bản tiếng Việt của bài hát mang tên "Tiễn em lần cuối" do ca sỹ Trung Hành thể hiện. Một phiên bản nữa là "Người tình ngàn dặm" do Ngọc Lan thể hiện.